# Янжулевка
Янжулевка (укр. Янжулівка; с 1946 по 2016 года — Жовтневое, укр. Жовтневе) — село в Семёновском районе Черниговской области Украины. Население 376 человек. Занимает площадь 1,36 км².
Код КОАТУУ: 7424781701. Почтовый индекс: 15412. Телефонный код: +380 4659.

## Власть
Орган местного самоуправления — Жовтневый сельский совет. Почтовый адрес: 15412, Черниговская обл., Семёновский р-н, с. Янжулевка, ул. Гагарина, 15.